# Bob Shaw
Bob Shaw (ur. 31 grudnia 1931 w Belfaście jako Robert Shaw, zm. 12 lutego 1996 w Manchesterze), irlandzki pisarz science fiction. Czterokrotnie nominowany do nagrody Hugo, dwukrotnie w kategorii Najlepszy Pisarz-Fan (1979 i 1980) i dwukrotnie w kategoriach literackich – Opowiadanie (Światło minionych dni 1967, wyd. polskie w 4. tomie antologii Kroki w nieznane 1973) i Powieść (The Ragged Astronauts 1987).
W latach 70. przeprowadził się do Anglii ze względu na sytuację polityczną w swoim kraju. Zanim został pisarzem, pracował jako inżynier, a także jako dziennikarz i projektant samolotów.
Powieść Człowiek z dwóch czasów została zaadaptowana przez TVP na spektakl teatru telewizji.